# Этельгар
Этельгар (англ. Æthelgar; умер 13 февраля 990) — 26-й архиепископ Кентерберийский (988—990).

## Биография
Послушник Этельвольда Уинчестерского в Эбингдонском аббатстве. Возможно, какое-то время был монахом аббатства Гластонбери. В 964 году назначен настоятелем аббатства Нью-Минстер в Уинчестере. 2 мая 980 года рукоположён в епископа Селси. Занял кафедру архиепископа Кентерберийского после смерти Дунстана в 988 году. Возможно, до самой смерти сохранял должности аббата и епископа, уже будучи архиепископом Кентерберийским.
Архиепископ Этельгар получил два письма из монастырей во Фландрии. Одно от настоятеля аббатства Святого Вааста Фалрада, который считал своим духовным учителем предшественника Этельгара, Дунстана; второе письмо было от Одберта, настоятеля аббатства Святого Бертина. Оба автора испрашивали финансовую помощь для своих монастырей.
Умер 13 февраля 990 года.